# Ruelle Maly Trekhsviatitelski
La ruelle Maly Trekhsviatitelski (russe : Малый Трёхсвяти́тельский переу́лок ou petite ruelle des trois saints hiérarques) est une ruelle du centre de Moscou.

## Situation et accès
Située dans le quartier de la colline Saint-Jean, elle s'étend de la ruelle Podkopaïevski jusqu'au boulevard Pokrovski parallèlement à la ruelle Bolchoï Trekhsviatitelski.
Tramway А, 3 ou 39 depuis la station de métro Tchistye proudy, Tourguenievskaïa.

## Origine du nom
Le nom de la rue provient de l'église des Trois-Saints-Hiérarques toute proche.

## Historique
Dénommée « rue Maly Trekhsviatitelski » depuis le XVIIe siècle elle est rebaptisée en 1924 « rue Maly-Vouzovski » (russe : Малый Вузовский переулок) et ne reprit son nom initial qu'en 1994.

## Bâtiments remarquables et lieux de mémoire
Côté impair:
- no 3 — Temple baptiste, 1880.